# Війна за об'єднання Галицько-Волинського князівства
Війна за об'єднання Галицько-Волинського князівства (1205—1245) — затяжна боротьба за владу в Галичині і на Волині після загибелі Романа Мстиславича за участю представників різних гілок династії Рюриковичів і соціальних верств Галицько-Волинського князівства при втручанні Угорщини та Польщі. Закінчилася приходом до влади Романовичів на Волині (1214), в Галичі (1229, остаточно 1238) і перемогою під Ярославом над останнім серйозним претендентом (1245).
В ході війни були ліквідовані удільні князівства Південно-Західної Русі, зокрема Луцьке і Белзьке які опинились під контролем Данила Романовича, князі отримували землі від центральної влади на правах васалів. Після смерті короля Данила (1264) 5 років існувало Холмське і близько 30 років — Володимирське та Луцьке князівства, після чого всі галицько-волинські землі знову опинилися під владою єдиного князя, Юрія Львовича.

## Галицьке і Волинське князівства
Галицьке князівство — виникло у ХІІ ст. на базі Перемиського, Теребовлянського і Звенигородського князівств, які у 1084 р. захопили князі-ізгої Ростиславичі: Рюрик, Володар і Василько. 1141 року Володимирко Володарович (1141—1152) переносить столицю землі з Перемишлю до Галича, а у 1145 виганяє останнього удільного князя Івана Ростиславича Берладника. Найбільшої могутності князівство досягло за правління Ярослава Осмомисла (1153—1187), якому вдалось втихомирити бунтівне боярство і поширити свою владу на Придунайські землі. Після смерті його сина Володимира Ярославича за Галицьку землю починається боротьба яка завершилась вокняжінням Романа Мстиславича волинського у 1199 році.
Волинь до 1170-х рр. залишалася в залежності від Києва. Київські князі намагались втримати багату Волинську землю під своєю рукою як базу для подальших дій. Одночасно із змінами в Києві мінялися волинські князі. Вони були повністю залежні від Києва і повинні були виконувати волю київського князя. Виділення Волині в окреме князівство відбулось за Ізяслава Мстиславича. Як і інші князі з Мономахової династії, він добивався влади у Києві і тричі на короткий час був київським князем (1146–1154). Але, зустрічаючи вперте суперництво з боку інших князів, він вважав київський престол непевним для себе, тому основну увагу скерував на Волинь, де почав організовувати князівство для свого роду. Ізяслав переселив до Володимира родину і переніс двір. Волинь не уникнула процесу роздроблення, який в цей період відбувався на Русі. Після смерті Мстислава Ізяславича (1170) його сини поділили Волинську землю: Роман одержав Володимир, Всеволод — Белз, Святослав — Червен, Володимир — Берестя. Але цей процес не набув небезпечного характеру, тому що завдяки енергії Романа Мстиславича було створене Галицько-Волинське князівство.

## Претенденти на галицьку спадщину
Крім синів Романа Мстиславича, на Галицьку землю претендувало чимало князів та іноземних володарів, які були в різних родинних зв'язках з Романом та Ростиславичами Галицькими. Дочка Ярослава Осмомисла, легендарна Єфросинія Ярославна була дружиною новгород-сіверського князя, Ігоря Святославича, тому його сини могли претендувати на Галичину, як внуки Ярослава Осмомисла. Однак для Володимира Ігоровича вона була мачухою. З точки зору права це значення не мало, але старший з її синів Роман вважав, що його права більш вагомі як онука Ярослава Осмомисла по крові.
Торопецький князь Мстислав Удатний також претендував на Галич. Його мати також була донькою Ярослава Осмомисла. Претензії Мстислава з точки зору права були вагомішими за претензії Данила Романовича та Ігоровичів. Тому вдова Романа, Анна поспішила через шлюб сина з Анною Мстиславною підкріпити претензії Данила. Цей альянс вона вважала настільки вдалим, що відразу відійшла від політичної діяльності. Угорський король також для того, щоб надати легітимності претензіям свого сина Андрія, добився його шлюбу з дочкою Мстислава.
Інші претенденти на Галицьку спадщину мали значно менші права, особливо з-поміж представників сусідніх династій. Всі вони виходили із спорідненості з Романом Мстиславичем, трактуючи її так як їм було вигідно. Лешко Білий був одружений з племінницею Романа. Коломан I Угорський по материнській лінії був правнуком Єфросинії Мстиславни, Данило і Василько були правнуками її брата. Легітимних підстав претендувати на Галицьку спадщину у Коломана практично не було. Мабуть угода у Спіші, скріплена шлюбом обох сторін і коронація Коломана королем Галицької землі мали підкріпити ці голі претензії в очах галицького боярства. Зрозумівши безперспективність такої політики, угорський король Андраш II прагнув наступному претендентові, своєму синові Андрію, надати легітимності через шлюб з донькою Мстислава Удатного. Від останнього вимагали також заповіту на користь зятя.
Поява в числі претендентів Ростислава Рюриковича також не випадкова. Рюрик Ростиславич міг вважати, що насильне прийняття його дочкою чернецтва недійсне, а, значить, другий шлюб Романа і діти від цього шлюбу нелегітимні. Тоді його син мав право на спадщину, як старший брат дружини Романа, у якої не було синів. Цей казус показує, що права ближчої родини вступали в силу аж після прав претендентів «по кужелю». На цьому ж казусі базували свої претензії і Михайло Всеволодович та його син Ростислав. Мати Ростислава була донькою Романа і Предслави. Данила і Василька вона могла трактувати як бастардів батька, не узаконених заповітом. Роман, крім того, одружився вдруге до того, як його перша дружина стала черницею.
Звичайно, найбільше прав мав Ростислав Іванович, син Івана Берладника, як останній прямий нащадок першої династії. Саме тому угорці поспішили прикласти йому до ран отруту ще у 1188 році.
З родичів Романа, чиї права вступали в силу в останню чергу, спробував щастя його двоюрідний брат Мстислав Німий.

## Історія

### Боротьба з Ігоровичами за Галицьке князівство
Після смерті Романа Мстиславича Рюрик, його давній суперник, зрікся чернечого чину, зібрав армію і пішов на Галицьке князівство. Галицькі війська зустріли його біля села Микуличин на річці Серет, але були розбиті. Проте Рюрику не вдалось утвердитись в Галичі, тому що Анна, вдова Романа, зустрілась в Сяніку з угорським королем Андрашом і визнала чотирирічного Данила його васалом, «прийняв бо він Данила, яко милого сина». Андраш відправив до Галича значну угорську залогу, яка не дала місцевим боярам виступити проти Романовичів.
У 1206 році галицьке боярство запросило на галицьке княжіння чернігівських князів Ігоревичів - синів славнозвісного полководця Ігоря Святославича, героя «Слова о полку Ігоревім». У серпні 1206 року вони приходять разом з Рюриком Ростиславичем, і сідають княжити в Галицькій землі. Володимир Ігорович зайняв Галич, а Роман Ігорович — Звенигород. Княгині Анні з дітьми вдалось втекти до Володимира-Волинського ще до приходу війська Рюрика.

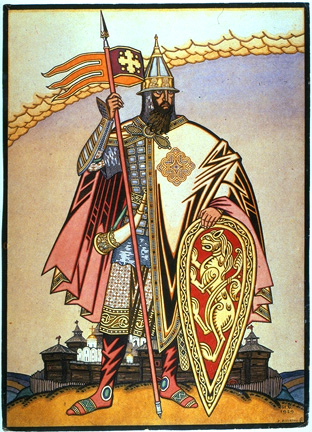
Ігор Святославич — батько чернігівських князів які претендували на Галицький трон

Наприкінці 1206 року Святослав Ігорович, молодший брат Володимир і Романа, захопив й Володимир-Волинський. Княгиня Анна з дітьми перебралася в Польщу до князя Лешка Білого. На початку наступного року Лешко послав Данила в Угорщину, а Василька з Анною залишив у себе. Восени 1207 року, намовлений боярами, Роман Ігорович з допомогою угорського війська розбив свого брата Володимира під Галичем і захопив місто. Того ж року князь белзький, Олександр Всеволодович за підтримки польського війська Лешка Білого і Конрада І мазовецького відбив Володимир-Волинський у Святослава Ігоровича. Поляки пограбували місто, і князеві Олександру ледь вдалося врятувати від них церкву. Та Олександру не судилось довго втриматись у місті, тому що поляки замінили його дядьком, Інгваром Ярославичем. Олександр Всеволодович залишаився княжити в Белзі.
Тоді ж берестяни забрали до себе на княжіння Василька Романовича. Також йому вдалось на короткий час утвердитись у Белзі під час княжіння Олександра у Володимирі. Восени 1208 р. палатин угорський Бенедикт захопив Галич. Йому назустріч виступив князь Мстислав Ярославич Німий, проте боярство вигнало останнього. В середині 1209 року Ігоровичі зібрали велике військо і пішли походом на Галицьку землю. Бенедикт утік до Угорщини.
Вигнавши угорців, Ігоровичі зайняли Галицьке князівство — Володимир Ігорович сів у Галичі, Роман - у Звенигороді, Святослав - у Перемишлі, Ізяслав Володимирович, син Володимира Ігоревича, сів княжити у Теребовлі, Всеволода Ігоровича брати відправили для пошуку компромісу з угорцями.
Однак політика Ігоровичів щодо галицьких бояр виявилась несподіваною для останніх. Брати почали розправлятися зі своїми конкурентами, і, як пише літописець, «убито ж було їх числом п'ятсот, а інші розбіглись». Невдоволені таким поворотом галичани знову звернулись до угорців. Влітку 1210 року велике угорське військо на чолі з палатином Пота вирушило на Галичину. Жителі Перемишля, побачивши значні сили угорців, здали місто без бою, після чого військо вирушило на Звенигород. До облоги міста долучились значні сили Волинських князів — белжців Василька Романовича, пересопничан Мстислава Німого, володимирців Олександра Всеволодовича та лучан Ярослава Інгваровича, а також поляки Лешка Білого. Роману Ігоровичу на допомогу прийшли половці, яких угорці прогнали з-під міста. Але переслідуючи степовиків угорці зазнали поразки у битві на ріці Лютій. Проте це не врятувало Звенигород, і містяни, після захоплення їхнього князя у полон, здались.
Об'єднане військо після цього пішло на Галич. Володимир Ігорович зумів втекти до приходу угорців, але його наздогнали на ріці Нізді і здолали. У вересні 1210 року на Галицький трон був посаджений Данило Романович. А Святослава й Романа (можливо й Ростислава) Ігоровичів привселюдно повісили на міській площі.

### Угорські претенденти. Феномен Володислава Кормильчича
На початку 1212 року угорський король Андраш ІІ знову пішов військом на Галич, увів туди Анну з Данилом й ув'язнив Володислава Кормильчича. В кінці того ж року бояри закликали на княжіння пересопницького князя, Мстислава Німого, тому Анні з Данилом довелось втекти в Угорщину, а Василько вирушив до Белза. 1213 року Лешко Білий віддав Белз Олександру Всеволодовичу. А у вересень 1213 р. — Володислав Кормильчич за підтримки угорців, «в'їхав у Галич, і вкняжився, і сів на столі». Проте вже весною наступного, 1214 р., Лешко зібрав велику армію з Волинської землі і пішов на Галич. У битві на річці Бібрка «сталась січа велика, і одоліли ляхи й русь а Володислав утік: многі були побиті із воїв його». Правда, русько-польські війська не змогли здобути Галич а натомість розграбували Теребовлянщину.
Весною 1214 р. Лешко посадив Данила і Василька в містах Тихомлі і Перемилі. А осінню того ж року між ним та Ендре ІІ було укладено угода в місті Спіш. Зміст перемовин передає Іпатіївський літопис: «І вподобав король Андрій раду сю Пакославов, і зустрівся з Лестьком у городі Спіші, і взяв дочку його Саломею за сина свого. І, пославши воїв, схопив Андрій Володислава Кормильчича в Галичі, і заслав його». Як наслідок реалізації умов угоди Ендре ІІ садить у Галичі свого сина Коломана, а Перемишльську волость віддає в управління Лешку. В тому ж році Лешко силою відібрав Володимир у Олександра Всеволодовича і посадив туди молодих Романовичів. На початку 1215 р. у Галичі відбулась коронація Коломана як Galiciae Rex'a. Однак мир між угорцями та поляками був не довгий, вже того ж 1215 року Андраш порушив Спішський договір і відібрав Перемишльщину в Лешка. Лешко послав в Новгород за князем Мстиславом Удатним, якому запропонував стати правителем у Галицькій землі.

### Об'єднання Волині. Мстислав Удатний.
Хронологія і число походів Мстислава на Галич досі залишаються суперечливими і не до кінця з'ясованими. Дослідники ХІХ ст. датували перший похід 1215 роком, другий — 1217 або 1219, а третій — 1221 р. Сучасні ж дослідники відносять перший похід і початок боротьби за Галич до 1219 р.
У 1217 чи 1219 році Мстиславу Мстиславичу вдалось перший раз ненадовго заволодіти Галичем, він використав час, коли угорський король виїхав на хрестовий похід, а Угорщина прийшла у внутрішнє безладдя, здобув Галич 1219 року і вигнав воєводу Бенедикта з угорською заставою і Судиславом. В цей же час, 1219 року Данило та Василько укладають союз з литовськими князями спрямований проти Польщі. За допомогою литовців Романовичі відбирають у поляків Берестя, Угровськ, Верещин, Столпє, Комов і всю Україну Весною наступного, 1220 року Лешко пішов на Волинь але був розбитий військами Романовичів на річці Суха Дорогва. Руським військам вдалось захопити багато полонених і, як пише літописець, «вернулись вони у Володимир з великою славою».

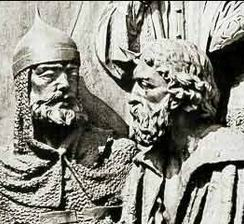
Мстислав Удатний і Данило Галицький. Фрагмент пам'ятного монумента «Тисячоліття Росії»

Літом 1219 року — Ендре ІІ і Лешко об'єднали війська і рушили на Галич відновляти, заставши Мстислава зненацька. Мстислав послав тисяцького Дмитра на повсталий Городок, але під час облоги підійшли угорсько-польські війська і розбили Дмитра. Мстислав послав Данила обороняти Галич, до якого десь в жовтні того ж року прийшло угорсько-польське військо. Данило вийшов їм на зустріч і дав бій на Кривавім броді. Після чого Данило, за проханням Мстислава відступив з Галича на Волинь.
Зимою 1220/1221 р. Мстислав здобувши допомогу половців, рушив на Галич. Чуючи про підхід Мстислава угорський намісник Філя 24 березня вийшов з міста йому на зустріч проте був розбитий і потрапив у полон разом з угорським принцом Коломаном, і лідером угорської партії, Судиславом., а угорське військо, яке зачинилося в галицькім замку, мусило здатися.
1222 року Данило уклав перемир'я з Лешком згідно якого Лешко відмовився від союзу з белзьким князем Олександром Всеволодовичем. Спираючись на нейтралітет Лешка та Мстислава, Данило з Васильком розорили Белзьку землю настільки що Мстислав змушений був заступитись за вотчину Олександра.
Наступного року в половецьких степах вперше з'являються монголо-татарські орди. Мстислав Удатний разом з Данилом Романовичем і багатьма іншими князями виступають проти татар, проте зазнають поразки у битві на річці Калці.
У 1224 році Олександр Всеволодович Белзький намовив Мстислава Удатного виступити проти Данила. Данило, почувши про це, звернувся по допомогу до поляків. Дізнавшись про раптову появу союзників у Данила, Мстислав, який вже рушив походом на Волинь, вертається назад у Галич.
Зимою 1226/1227 років угорці почали черговий похід на Галичину. Війська Ендре ІІ, до яких приєднався польський загін Пакослава практично без бою захопили Перемишль та Звенигород, після чого пішли на Галич. Однак Мстислав не став воювати з угорцями, а натомість уклав з ними угоду, яка повністю змінили подальший напрямок експансії. Залишивши в тилу Галич король пішов на Теребовлю, Тихомль і Кремянець, проте під останнім Романовичі завдали угорцями тяжкої поразки. Дізнавшись про це Мстислав раптово атакував залишки королівського війська під Звенигородом, «і переміг їх, і гнали [його вої] за ними до станів королевих, рубаючи їх. Тоді ж Мартиниша вбили, воєводу королевого, і король розгубився і пішов із землі [Галицької] спішно».
Незважаючи на цю перемогу, Мстислав не почував себе впевнено у Галичині і вирішив покинути Галицьке князівство. Він хотів передати Галич Данилові, але Судислав з іншими боярами умовили його відступити престол королевичу Андрієві. Залишивши собі лише Пониззя, Мстислав переїхав у давній Торчеськ, каючись перед Данилом, що передав Галич «іноземцеві» де невдовзі помер.
Тим часом близько 1227 року помер луцький князь Мстислав Німий, а згодом і його син, Іван. Після чого Данило долучив його до володінь Романовичів згідно заповіту Мстислава. Однак частину князівства займають Данилові суперники — Ярослав Інгварович захоплює Луцьк, а неназвані пінські князі — Чорторийськ. Зібравши сили, Данило досить легко здолав Ярослава і взяв Луцьк, який передав братові, Василькові, а Ярославу лишив на княжіння міста Перемиль та Меджибіж. Звідти Романовичі пішли на Чорторийськ, який у березні 1228 року беруть штурмом, а пінських князів захоплюють в полон.

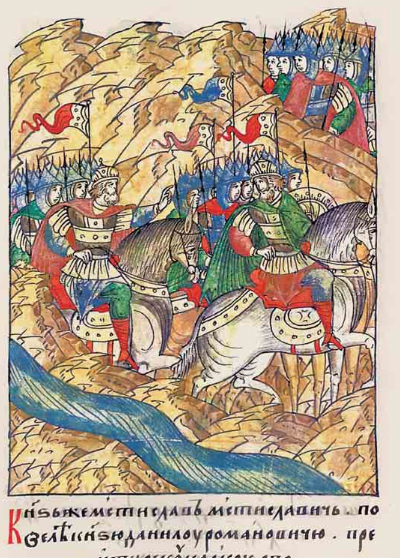
Данило І Мстислав у поході

Таким чином на кінець 1220-х років Романовичам вдається майже повністю об'єднати Волинські землі під своєю владою. Однак в Галичі ситуація складається не так сприятливо — там закріплюються угорці, котрі не збиралися покидати Галичину.

### Боротьба угорців, Романовичів та Ольговичів за Галич у 30-х роках ХІІІ століття
Тим часом пінські князі збирають значну коаліцію руських князів, очолювану Володимиром Рюриковичем київським, яка рушила на Данила, проте останній заручився підтримкою поляків та зумів розладнати плани коаліціянтів, і вони змушені були відступити.
У 1229 році Данило здійснюй похід на Великопольщу в підтримку свого союзника Конрада Мазовецького, який в цілому завершується успішно для Романовичів.
Коли 1230 р. Судислав вирядився на Пониззя, і в Галичі залишився лише сам королевич Андрій, галичани повідомили Данила про нагоду до наступу. Князь через три дні, прибув у Галич. І у березні того ж року взяв Галич. У відповідь Бела IV, король Угорщини організовує новий похід, який закінчується невдалою облогою Галича. Через хвороби у війську Бела, з основною частиною військ відступиі, а відступаючі сили були розбиті галичанами. Данилу вдалось ненадовго вокняжитись в Галичі.
Тим часом Першій половині 1231 р. Василько захоплює Белз у Олександра Всеволодовича, останній втікає в Перемишль. Данило вирушає з Галича на Перемишль, проте Олександру вдається сховатися в Угорщині.
1232 року угорці очолювані майбутнім королем, Белою IV, почали новий похід на Галичину і Волинь, метою якого було вернути втрачену волость Олександра. Угорці обложили Ярослав, проте не змогли його взяти штурмом. Однак, невдовзі, бояри самі здали місто за умови відходу війська. Звідти Бела пішов на Галич, причому місцеві бояри самі переметнулись від Данила на його сторону і здали місто без бою. З-під Галича угорці пішли на Володимир, де обложений воєвода Мирослав був змушений укласти мир за яким Белз і Червен були повернуті Олександру Всеволодовичу, а за принцом Андрієм був закріплений Галич.
Данило тим часом укладає союз з київським князем Володимиром Рюриковичем. З огляду на це на початку 1233 року Андрій сам розпочинає війну проти Данила. О. Майоров вважає що головною метою походу, з огляду на напрямок було знищити нових союзників, в той час як в попередній історіографій було прийнято вважати що метою походу була Волинь. У Білобережжі на Случі угорці розбивають передове волинське військо. Про це дізнався Данило, і разом з Володимиром пішов на зустріч угорцям. Противник зустрічаються під Шумськом, де Данило завдав угорцям болючої поразки і вони змушені були відйти до Галича.
З огляду на успіхи Данила белзький князь, Олександр Всеволодович признає Данила своїм сюзереном. У серпень 1233 року Данило за допомогою половців, військ Володимира та Олександра розбив угорців під Перемилем. А осінню того ж року перейшов до наступальних дій та обложив Галич. Коли Данило підійшов до міста, більша половина Галича, вийшла на зустріч Данилу й переметнулась до нього. Облога тривала кілька місяців і завершилась лише зі смертю Андрія, після якої бояри відчинили Данилові ворота. Весною 1234 року Олександр Всеволодович, який встиг знову перейти на сторону угорців був змушений втікати від Данила в Київ, однак попав в полон і ймовірно невдовзі там помер. Як наслідок Данило долучив до своїх володінь і Белзьке князівство.
1235 року Данило пішов на допомогу своєму союзнику Володимиру Рюриковичу, який воював за Київ з Михайлом Всеволодовичем. Дії союзників були успішними, проте у травні половці, яких привів князь Ізяслав раптово розбивають коаліцію Данила Романовича і Володимира Рюриковича під Торчеськом. Скориставшись цим, у середині 1235 р. бояри посадили в Галичі Михайла Всеволодовича чернігівського, а Данило змушений був втекти в Угорщину. Уже наступного року галицькі бояри і болохівці обложили Кремянець, однак були розбиті під час вилазки і втекли до Галича.
Зібравши сили, літом 1237 року Романовичі організовують вилазку на Галич, але не маючи переваги змушені вернутись на Волинь, спустошивши по дорозі Звенигородщину. Через кілька місяців Данило здійснює новий похід, який завершується укладанням миру з Михайлом Чернігівським, за яким Данилу відходить Перемишль.
На початку 1238 року Романовичі змушені зосередитись на північному кордоні своєї волості, де активізувались хрестоносці. Похід проти них завершується успішною битвою під Дорогочином, у якій Данило розбив хрестоносців і повернув собі Дорогочинський уділ.
На хвилі перемог князь знову повертає на південь, і в кінці 1238 року остаточно утверджується в Галичі.

### Монголо-татарська навала

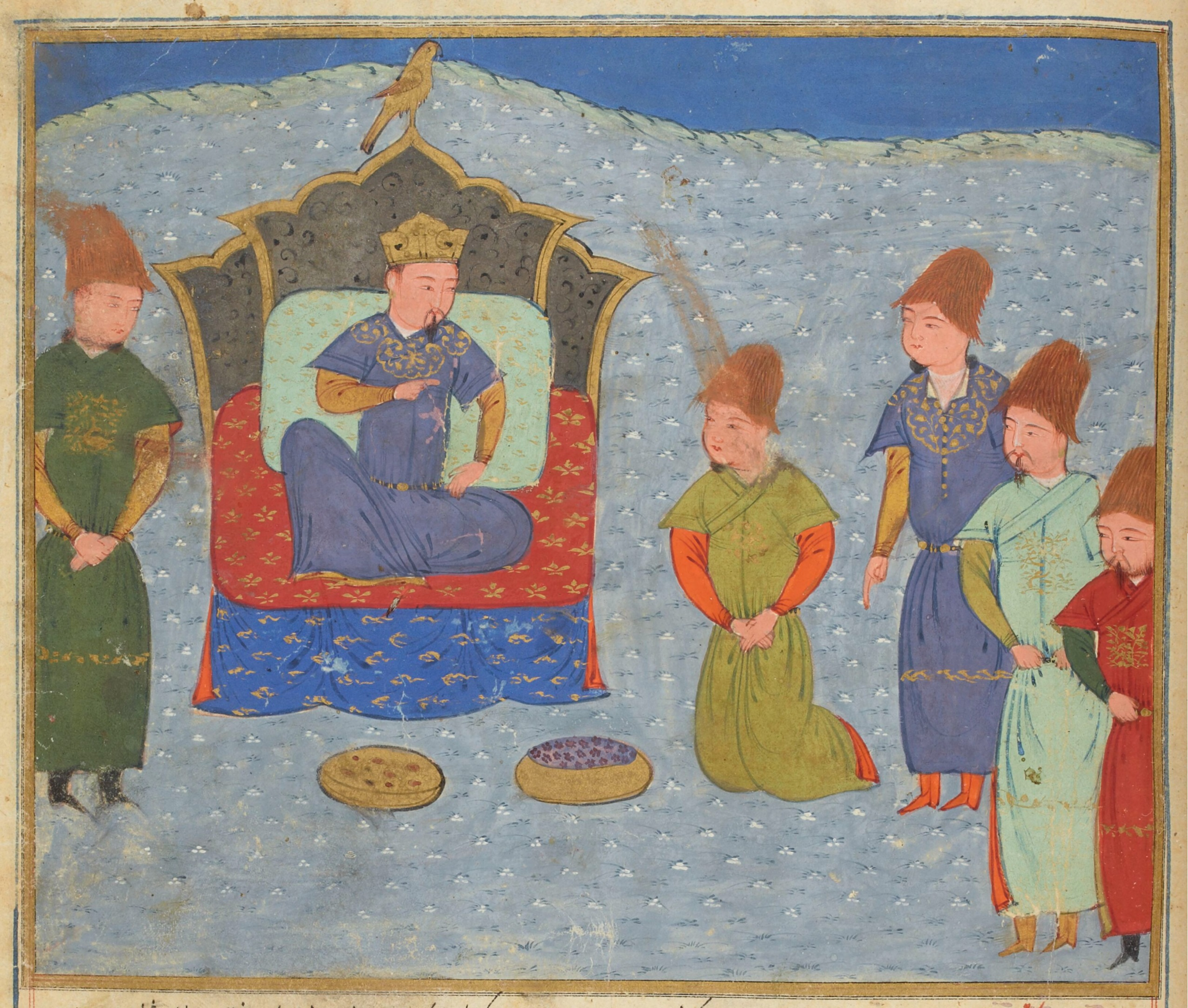
Хан Батий приймає послів.

Монголи появляються в степах східної Європи у 1236—1237 роках. Перші їхні удари були направлені на Рязанську і Суздальську землі. 1238 р. вони здобули Переяслав і Чернігів. Данило вирішив дати відсіч ворогові і наприкінці 1239 р. залишив у Києві свою дружину, яку очолював тисяцький Дмитро. Батий здобув Київ у грудні 1240 р.
З Києва Батий 1241 р. продовжив похід на захід. Літопис згадує лише деякі міста розорені загарбниками: Колодяжен на Случі, Камянець та Ізяславль на Горині, Володимир, Галич та ін., «яким немає ліку». Але деякі укріплені міста він не зміг перемогти, в тому числі Кремянець, Данилів, Холм. За свідченням літопису тисяцький Дмитро співчуваючи знищеній країні, порадив Батию не затримуватись в Галичині: «Не повинен довго спинятись в цій землі, пора тобі іти на Угорщину. Якщо задержишся — ця земля міцна, зберуться на тебе і не пустять тебе у твою землю».
Данило не зміг організувати відсічі ординцям. Коли Батий увійшов в Галичину, він перебував в Угорщині, на переговорах з Белою IV, і вже не зміг пробитись до Галича через полчища монголів та мусив повертатись через Польщу.

### Завершення війни. Битва під Ярославом.
У 1243 році був реалізований план одруження Ростислава і угорської принцеси Анни, відкинутий в 1239 році Белою IV. Михайлу ж довелося покинути Київ, він виявився небажаним гостем в Угорщині та поїхав до Чернігова.
У 1243—1244 роках Романовичі втрутилися в польську міжусобицю на боці Конрада Мазовецького проти його племінника Болеслава Сором'язливого і провели два походу, в результаті чого встановили контроль над Люблінської землею. В подальшому заключному зіткненні з Ростиславом поляки Болеслава виступлять на його стороні, поляки Конрада — на боці Романовичів. Майже одночасно з цим Ростислав опанував Перемишль, але потім змушений був його залишити, а Романовичі відбили два набіги литовців, причому в вирішальній сутичці 1245 року Міндовг виступив союзником Романовичів, отже між ними був укладений союз.
У 1245 Ростислав з угорцями і поляками знову опанував Перемишлем, посилив своє військо місцевими вояками і осадив Ярославль, під яким сталася однойменна вирішальна битва. На стороні Данила також боролися половці (поляки Конрада і литовці, за даними літопису, не встигли приєднатися з Романовичів). Данило здобув рішучу перемогу. Галицький боярин Владислав Юрійович і відомий по подіям початку 1220-х років угорський воєвода Фільней були взяті в полон і страчені, Ростислав втік до Угорщини, отримав від тестя уділ в Мачві і відмовився від боротьби.

## Наслідки протистояння
Битва під Ярославом остаточно вирішила боротьбу за Галичину, яка тривала сорок років. Боярська опозиція у Галичі була ліквідована, Данило став повним володарем Галицько-Волинського князівства.
Проте того ж року ординський темник Мауці (Могучій) надіслав Данилові повідомлення з вимогою здати Галич. Князь змушений був їхати в Сарай, де визнав себе залежним від Батия.